# Litochila
Litochila is een geslacht van insecten uit de orde vliesvleugeligen (Hymenoptera) en de familie Ichneumonidae.

## Soorten
- L. carbonaria (Smith, 1874)
- L. flavipes Kaur, 1988
- L. fumitarsis Kaur, 1988
- L. guizhouensis He & Chen, 1996
- L. jezonica (Uchida, 1930)
- L. leucotarsis Kaur, 1988
- L. nohirai (Uchida, 1930)
- L. sinensis Kaur, 1988